# Ngo hiang

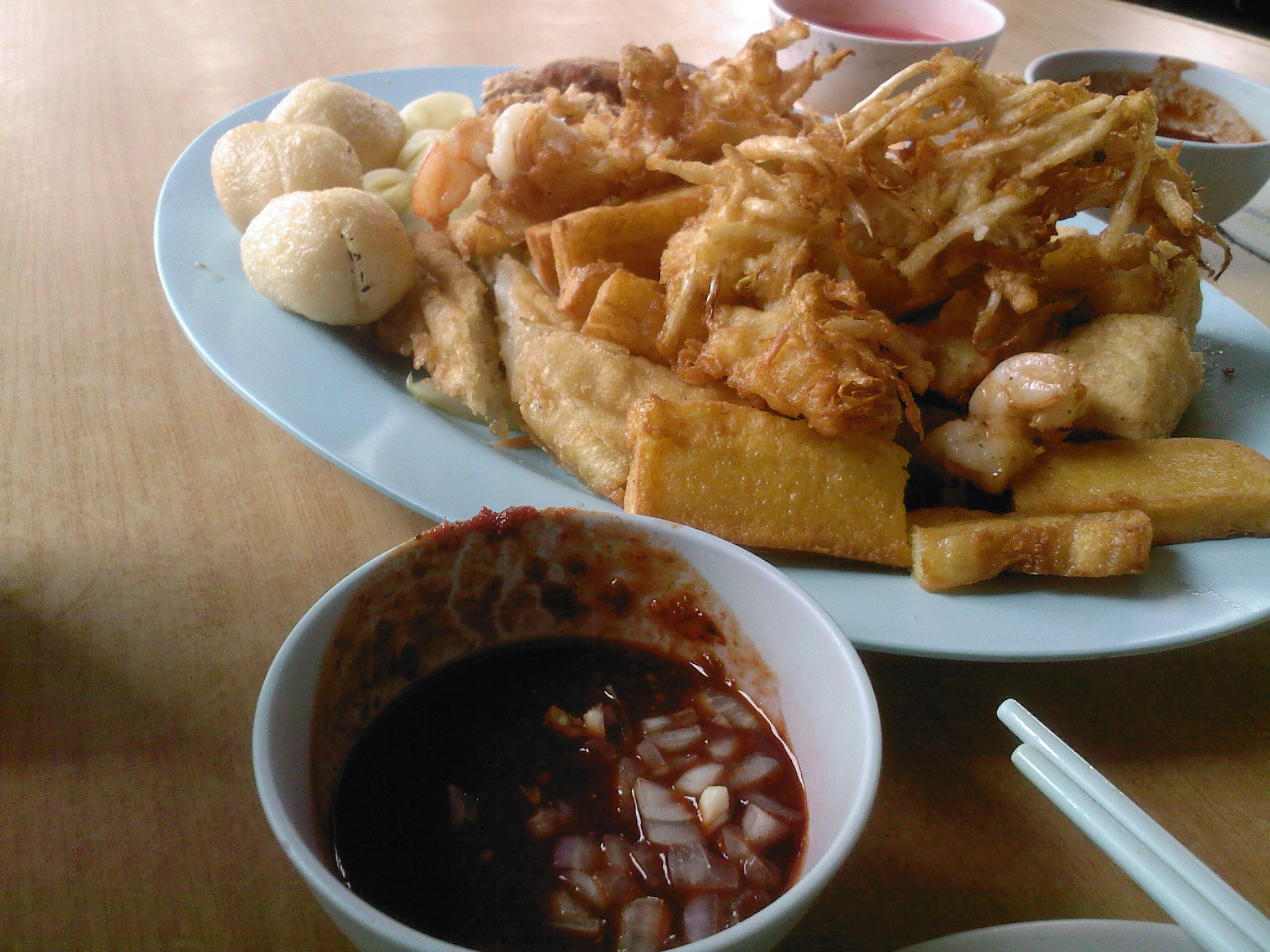

Ngo hiang (chinois simplifié : 五香 ; pinyin : ngó͘-hiong), également appelé heh gerng (chinois simplifié : 虾卷 ; pinyin : hê-kǹg) ou lor bak (chinois simplifié : 五香滷肉 ; pinyin : ngó͘-hiong-ló͘-bah) est un plat d'origine minnan et teochew, servi en Indonésie, Malaisie et Singapour ainsi qu'à Cebu aux Philippines, en plus de son lieu d'origine, dans l'est de la Chine. En Malaisie, ce plat est appelé loh bak ou lor bak.
C'est un mélange de viandes et légumes, ressemblant à une saucisse. Il s'agit d'un rouleau contenant de l'émincé de porc et des crevettes (ou du poisson), assaisonné avec un mélange cinq épices (minnan : 五香粉, ngó͘-hiong-hún) duquel il tire son nom. Le tout est enroulé dans une feuille de tofu et frit. On peut y mettre du lap cheong, du concombre, des œufs de cent ans, du gingembre, des œufs frits, du tofu frit, des boulettes de poisson et bien d'autres ingrédients. Le plat est accompagné de sauce chili (sauce pimentée). À Singapour, beaucoup de vendeurs et de restaurants servent ce plat accompagné de nouilles bee hoon. En Indonésie, il est accompagné avec du sambal.